# República Socialista Soviètica de Letònia
La República Socialista Soviètica de Letònia (RSS de Letònia) va ser una república constituent de la Unió Soviètica entre el 1940 i el 1990.
Després de la Revolució Russa del 1917, Letònia es va poder separar de l'imperi Rus i va romandre independent sota el nom de «República de Letònia» fins al 1940. Letònia va ser incorporada per part de la Unió Soviètica el 17 de juny de 1940 sota els termes del pacte Molotov-Ribbentrop. Entre l'estiu de 1941 i la tardor de 1944, Letònia va ser ocupada per l'Alemanya nazi.
L'RSS de Letònia, juntament amb les altres Repúbliques Bàltiques, gaudia d'un cert grau d'autonomia al final de la dècada dels 80, i el 1988 es va permetre utilitzar l'antiga bandera de Letònia. Els membres del Front Popular Proindependentista Letó van aconseguir dos terços de majoria en les eleccions democràtiques del Consell Suprem el març de 1990. El 4 de maig, el Consell va declarar la seva intenció de reinstaurar la independència després d'un període de transició pactat amb l'URSS. En aquest mateix moment l'RSS de Letònia va ser reanomenada a «República de Letònia».
Malgrat això, el poder central de Moscou va continuar mirant a Letònia com a República Socialista Soviètica entre el 1990 i el 1991. El gener de 1991 les forces polítiques i militars soviètiques van intentar, sense èxit, derrotar les autoritats letones elegides democràticament. Els soviètics volien ocupar la casa editorial de Riga i establir-hi un Comitè Nacional de Salvació. Durant el «període de transició», Moscou va mantenir moltes autoritats soviètiques a Letònia. Malgrat això, el 63% dels letons van expressar el seu suport a la independència el 3 de març de 1991 en un referèndum. Molts russos residents a Letònia també hi van donar suport. La República de Letònia va declarar el final del «període transitori» i va restaurar la independència total i de fet el 21 d'agost de 1991 després de la temptativa fallida de cop soviètic.
Per tant, la República de Letònia va deixar de ser part de l'URSS 4 mesos abans de la dissolució d'aquesta (25 de desembre de 1991), malgrat que formalment ho va ser fins al 18 de novembre de 1991, data en què én va ser exclosa. Avui en dia la República de Letònia és una continuació de l'estat de 1918 a 1940 i no accepta cap mena de lligam amb l'RSS de Letònia que va existir entre el 1940 i el 1990.